# Arvid Pel'še
Arvid Janovič Pel'še (in russo Арвид Янович Пельше?, in lettone: Arvīds Pelše; Mazie, 7 febbraio 1899, 26 gennaio del calendario giuliano – Mosca, 29 maggio 1983) è stato un politico e storico sovietico.

## Biografia
Nato nel 1899 nel Governatorato di Curlandia, fu attivo fin dal 1915 nel movimento socialdemocratico lettone. Nel 1917 fu membro del Soviet di Pietrogrado e l'anno successivo operò nella Čeka e poi nell'Armata Rossa (1919-1929). Dal 1929 al 1932 fu docente di storia presso la Scuola centrale dell'NKVD, mentre negli anni successivi ricoprì ruoli dirigenziali in vari sovchoz e dal 1937 al 1940 insegnò marxismo-leninismo a Mosca. Dal 1946 membro dell'Accademia delle Scienze della RSS Lettone, nel 1941 entrò a far parte della Segreteria del Partito Comunista di Lettonia, di cui fu Primo segretario dal 1959 al 1966. Dal 1961 fu inoltre membro del Comitato Centrale del PCUS e dal 1966 fece parte del Politburo e presiedette la Commissione di controllo partitico.